# Hege Riise
Hege Riise (18 de julio de 1969, Lørenskog, Noruega) es una exfutbolista y entrenadora noruega. Es la jugadora con más partidos disputados en la historia de la selección Noruega. Considerada una de las mejores futbolistas de su generación, ha ganado la Copa Mundial Femenina y el Campeonato Europeo, además de colgarse el oro en los Juegos Olímpicos de Sídney 2000 y el bronce en Atlanta 1996.
Como entrenadora ha dirigido al LSK Kvinner FK (2016-2020), a la selección femenina del Reino Unido (2021) y a la selección femenina de Noruega en las categorías sub-19 (2021-2022) y absoluta (2022-2023).